# 那覇市立松城中学校
那覇市立松城中学校（なはしりつ まつしろちゅうがっこう）は、沖縄県那覇市繁多川三丁目にある市立中学校。

## 通学区域
首里末吉町1丁目4番地～203番地、首里末吉町2丁目～4丁目(全部)、字大道204番地～211番地、227番地～251番地、300番地、字古島(全部)、古島1丁目～2丁目(全部)、真嘉比1丁目～3丁目(全部)、字松川302番地、318番地～320番地、328番地～436番地、452番地～454番地、459番地～479番地、486番地～531番地、600番地～602番地、700番地～791番地、800番地、松島1丁目～2丁目(全部)、銘苅1丁目(全部)、おもろまち4丁目(全部)

## 著名な出身者
- ゴリ（本名・照屋年之） - お笑い芸人（ガレッジセール）
- 川田広樹 - お笑い芸人（ガレッジセール）、那覇市立城北中学校[3]から転入。
- 山田優 - 女優、歌手、ファッションモデル